# Jacques Charby
Jacques Charby (* 13. Juni 1929 in Paris; † 1. Januar 2006 ebenda) war ein französischer Schauspieler, Antikolonialist und Regisseur.

## Leben
Jacques Charby war ein militantes Mitglied des Netzwerks Reseau Jeanson und gegen den Algerien-Krieg. Er hat in den 1960er-Jahren einige Bücher geschrieben, die in Frankreich verboten wurden. Er wurde 1960 verhaftet, konnte allerdings aus der Haft fliehen und wurde in Abwesenheit zu zehn Jahren verurteilt. Einer seiner wichtigsten Filme war La guerre d'Algerie von Yves Courriere, in dem Charby zusammen mit Bruno Cremer spielte.

## Filmografie
- 1966: Die Machtergreifung Ludwigs XIV. (La Prise de pouvoir par Louis XIV)
- 1967: La Bouquetière des innocents
- 1967: Allô Police (Fernsehserie, 1 Folge)
- 1969: Que ferait donc Faber?
- 1972: Les Six hommes en question
- 1973: Le Drakkar
- 1973: Héloïse et Abélard
- 1973: On l'appelait Tamerlan
- 1975: L'Aigle à deux têtes
- 1976, 1977: Kommissar Moulin (Commissaire Moulin, Fernsehserie, 2 Folgen)
- 1977: La Question
- 1978: Mamma Rosa ou La farce du destin
- 1979: Ein Balkon im Wald (Un balcon en forêt)
- 1980: Jean Jaurès: vie et mort d'un socialiste
- 1984: L'Appartement
- 1984: Femmes de personne

Regie führte Charby in dem Film Al-Salam Al-Walid (1965).